# Плюмерия белая
Plumeria alba  (лат.) — вид вечнозелёных деревьев рода Плюмерия (Plumeria) семейства Кутровые (Apocynaceae). Родом из Центральной Америки и Карибского бассейна, но в настоящее время натурализирован и повсеместен в южной и юго-восточной Азии.

## Описание
Plumeria alba — дерево до 8 метров высотой с удлинёнными узкими листьями и ароматными большими белыми цветами с жёлтой сердцевиной. В сухое время года дерево теряет листья.

## Значение
Plumeria alba является национальным символом Лаоса.
Из цветков делают масло, которой используется в парфюмерии.
Этанольный экстракт цветков Plumeria alba проявил антимикробные свойства, схожие с хлоргексидином и доксициклином, но с лучшими показателями цитотоксичности. 